# کوهستان تانزاوا

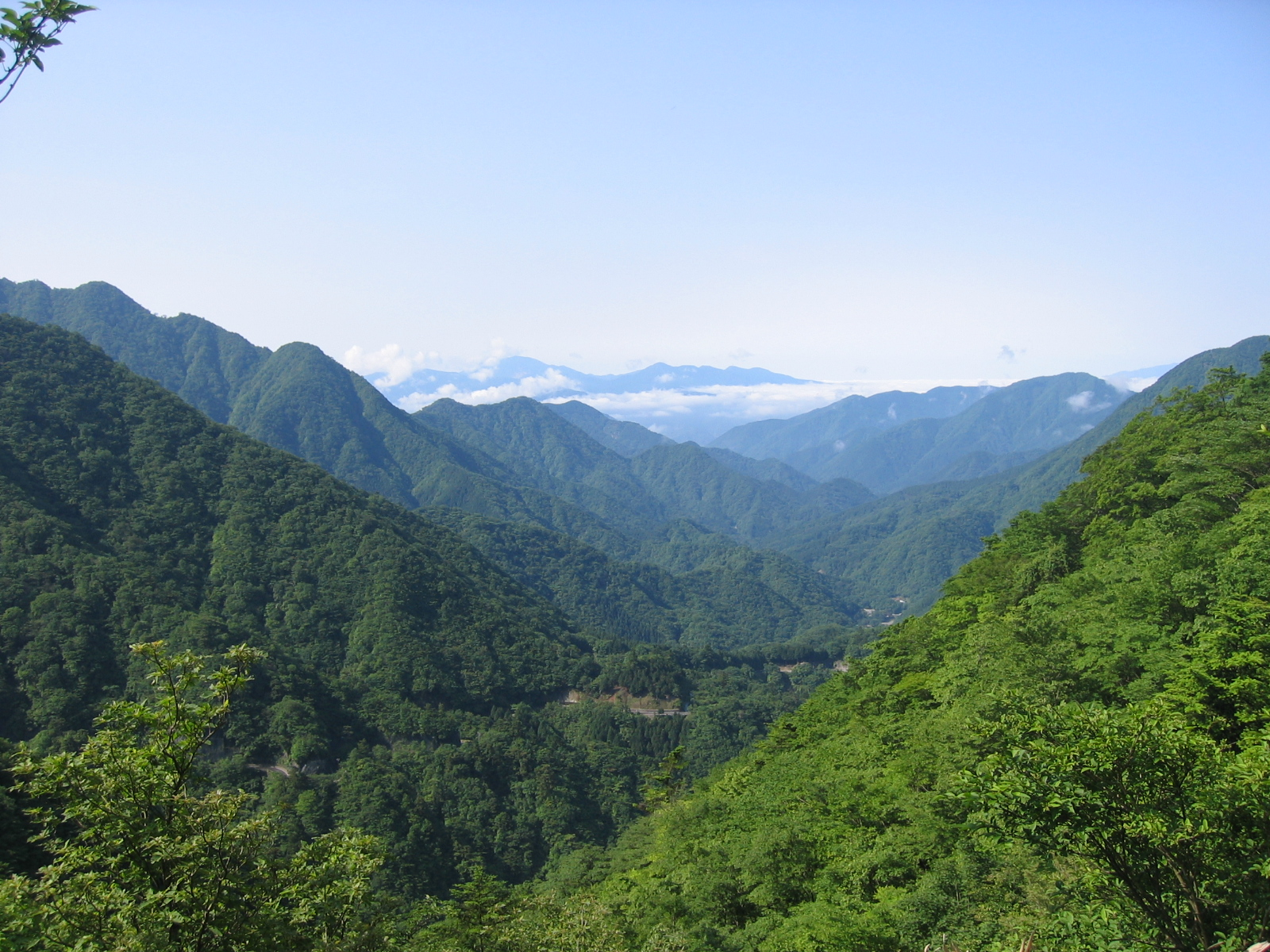
منظرهٔ کوهستان تانزوا.

کوهستان تانزاوا (به ژاپنی: Tanzawa-Sanchi 丹沢山地) در شمال غربی استان کاناگاوا در ژاپن قرار دارد. از غرب به شرق در حدود ۴۰ کیلومتر و از شمال به جنوب در حدود ۲۰ کیلومتر بالغ می‌شود. یک ششم مساحت استان کاناگاوا را این کوهستان فرا گرفته‌است. مرتفع‌ترین کوه این منطقه کوه هیروگاتاکه است که ۱۶۷۲ متر ارتفاع دارد. در این منطقه همچنین چندین پارک بزرگ ملی وجود دارد. 

## کوه‌های تشکیل‌دهنده
- سلسله کوه‌های تانزاوا
- کوه‌های بوکا
- کوه‌های اوکورااونه

## سلسله کوه‌های تانزاوا
- کوه تونوداکه
- کوه هیروگاتاکه
- کوه تانزاوا
- کوه یاکه (تانزاوا)

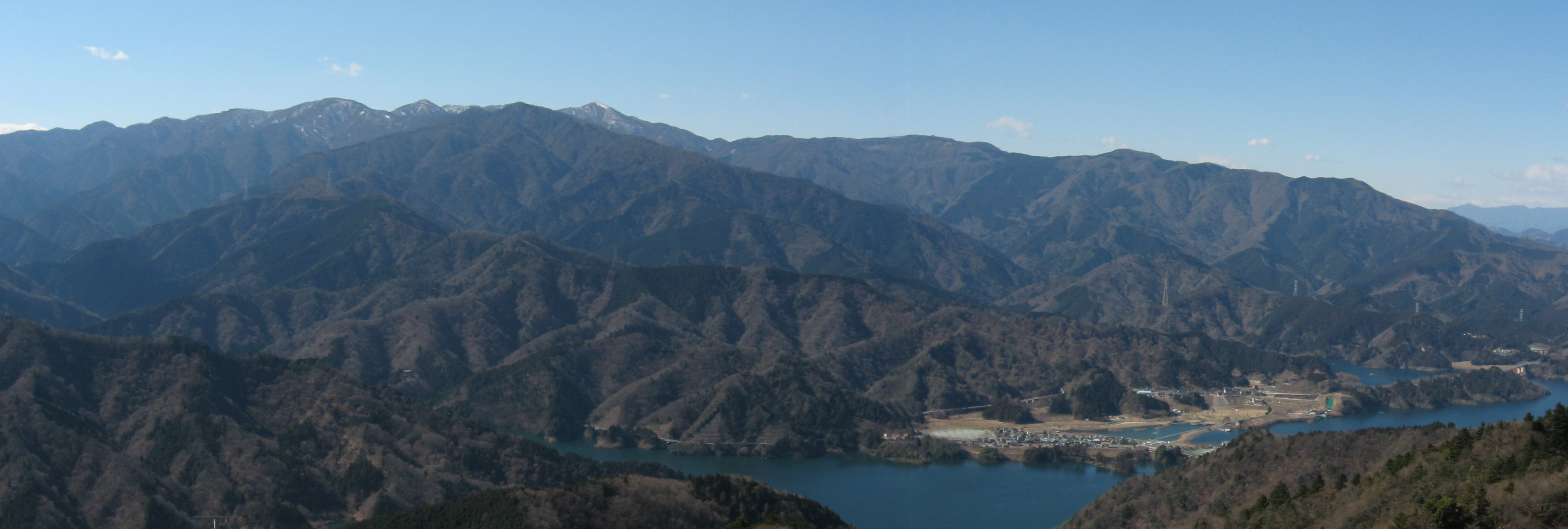
سلسله کوه‌های تانزاوا
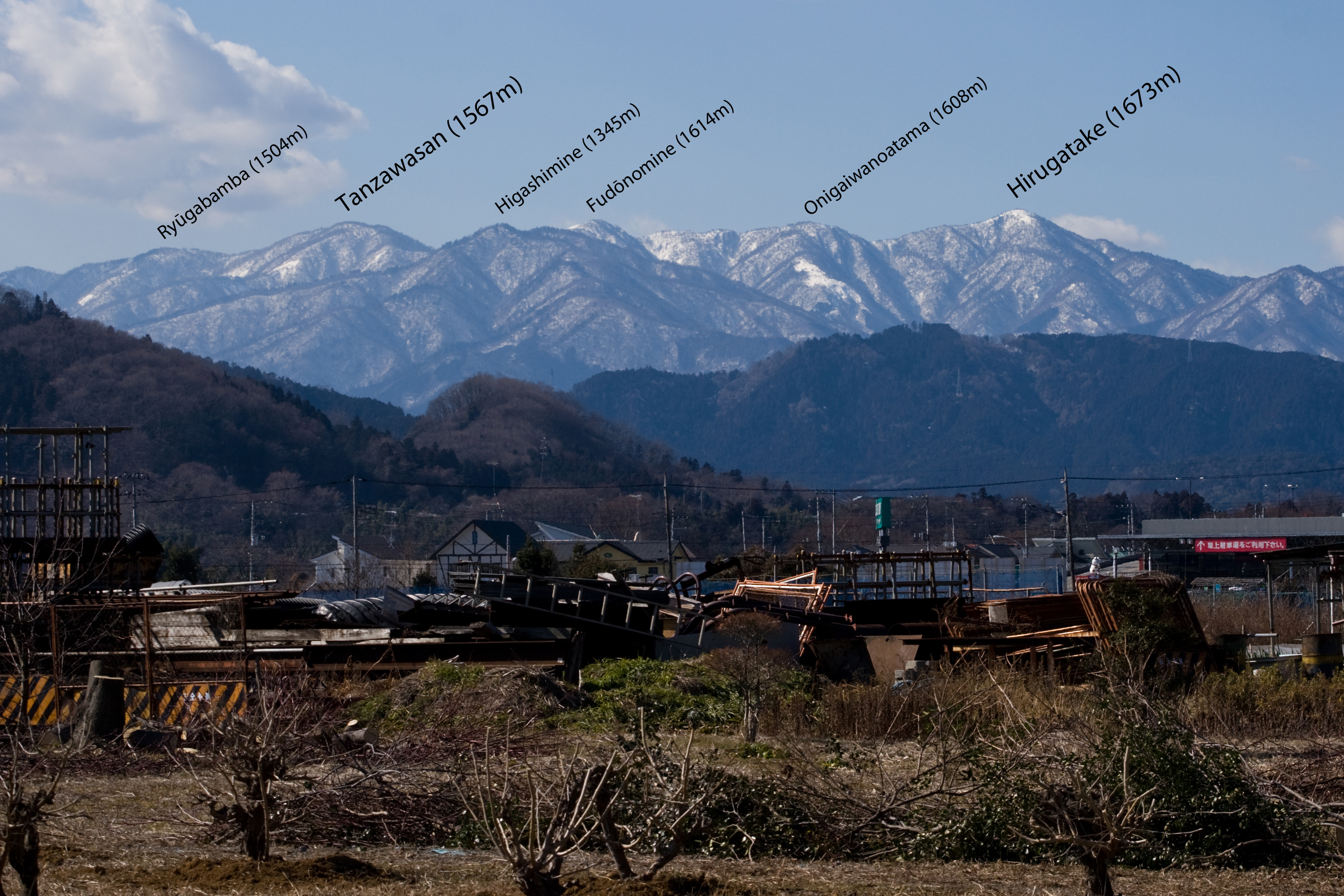
سلسله کوه‌های تانزاوا، محل عکسبرداری ساگامی هارا

| 道志山塊 تانزاوای غربی تانزاوای شرقی سلسله کوه‌های تانزاوا 丹 沢 主 稜 表 尾 根 大 倉 尾 根 رشته کوه بوکا 甲 相 国 境 尾 根 دریاچه میاگاسه دریاچه تانزاوا ▲کوه هیروگاتاکه ▲ کوه تانزاوا ▲کوه تونوداکه ▲کوه هینوکی بورامارو ▲کوه نابه واری ▲اویاما ▲کوه اومورو ▲کوه بوکا ▲کوه آزه گامارو ▲کوه کوموتسوروشی ▲کوه فورو ▲کوه اونو ▲ کوه کانیودو ▲کوه تاکاتوری ▲کوه کئوگاتاکه ▲کوه هینوکیداکا ▲کوه شیدانگو ▲کوه یاکه |
| سلسله کوه‌ها و کوه‌های تشکیل دهندهٔ منطقهٔ کوهستانی تانزاوا. برای خواندن توضیحات بر روی نام کوه کلیک کنید. |